# Prikaz

Znak Ruského carství z roku 1667

Prikaz (rusky приказ) je ruský výraz pro „nařízení“, „pověření“ nebo „řídicí úřad“ udělovaný v Ruském carství panovníkem jednotlivým hodnostářům. V ruském prostředí rovněž označuje orgány správní správy, které měly na starosti některé zvláštní státní záležitosti nebo určité oblasti státu, a skrze něž panovník vykonával moc v zemi.

## Ruské carství

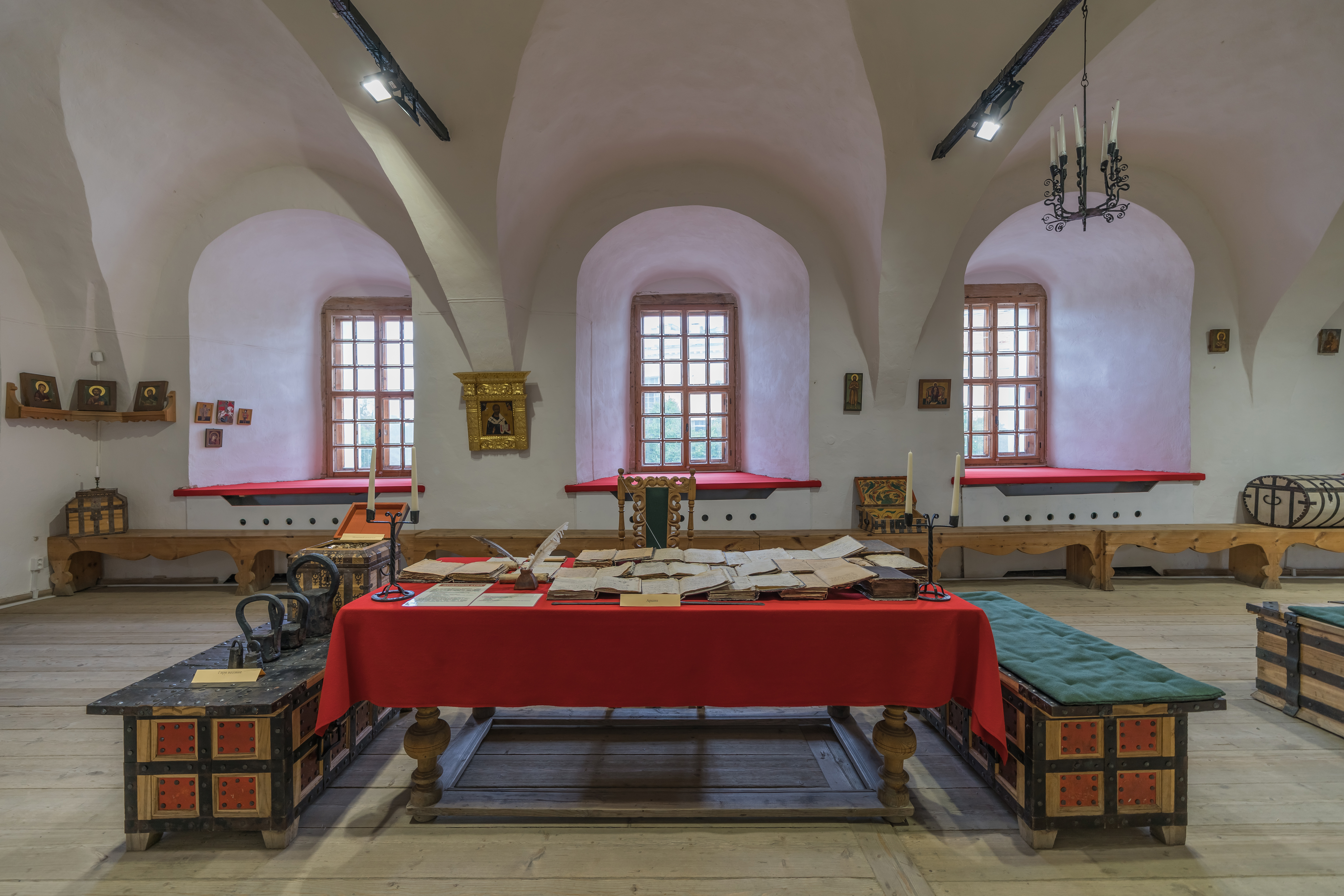
Replika stolu prikazu ze 17. století v Pskově

První dva prikazy vznikly za panování moskevského velkoknížete Ivana III. – dvorský, který se zabýval správou vlastního území velkoknížectví a pokladní, který měl na starost finance, vydávání a archivaci státních listin.
Slovo prikaz ve smyslu instituce se poprvé objevuje v roce 1512 v dopise velkoknížete Vasilije III. vladimirskému klášteru Nanebevzetí Panny Marie.
K provedení carských nařízení museli úředníci nabírat zaměstnance. S opakujícími se úkoly vznikl jakýsi správní orgán, na který se přeneslo označení prikaz. Těmto prikazům byly svěřovány velmi odlišné úkoly, jejichž důležitost byla určována postavením vedoucího úřadu ve vztahu k carovi. Neexistovalo jasné vymezení oblastí odpovědnosti jednotlivých prikazů.
Každý prikaz měl své vlastní příjmy a výdaje, svou vlastní jurisdikci nad svými zaměstnanci a nad obyvatelstvem pod ní. Mnohé prikazy existovaly jen krátce, jiné se staly trvalými institucemi. V některých obdobích existovalo až šedesát prikazů, které se zodpovídaly přímo carovi.

## Sovětský svaz
Termín prikaz mohl znamenat rovněž denní rozkaz vrchního armádní velitele v Sovětském svazu. Zpočátku šlo o rozkaz od nejvyššího velení Rudé armádě, později obecně pro administrativní úkony.
Slavným se stalo veřejné rozhlasové vysílání prikazu J. V. Stalina z 8. května 1945 o konci války a bezpodmínečné kapitulaci Německé říše.